# Египетское удостоверение личности
Каждый гражданин Египта должен иметь персональное удостоверение личности и предъявлять его не только в государственных учреждениях (госпиталях, бюро записи актов гражданского состояния, регистрации недвижимости), но и при трудоустройстве, образовании, банковских делах и многих разных других случаях. Персональные удостоверения личности также требуют при прохождении полицейского контроля, и лица, не имеющие таких удостоверений, соответственно лишены права свободы передвижения.
При подаче заявления на удостоверение личности требуется указать своё религиозное вероисповедание. Причём в систему заложены лишь три официально признанные в Египте религии: ислам, христианство и иудаизм, из которых можно сделать выбор.
Ключевой проблемой является бахайская религия. Последователи бахайской религии не могут получить удостоверения личности, метрики рождения и смерти, свидетельства о браке и разводе, паспорта. Таким образом, они не смогут получить работу, образование, медицинскую помощь в государственных больницах, голосовать, свободно передвигаться и т. п., если не укажут ложной информации о своём вероисповедании, что запрещено принципами бахайской религии.
Решением проблемы могло бы быть предусмотрение возможности оставить графу «религия» пустой, или поставить прочерк, или написать «прочее», или даже ввести графу «Бахаи».
В 1924 году Египет стал первой мусульманской страной, признающей право бахайской веры на независимое от ислама существование. Несмотря на историческую активность общины бахаев в Египте, их вера и организации подверглись запрету Законом 263, принятым в 1960 году по указу президента Насера., через семь лет после провозглашения создания Арабской Республики Египет. Всё имущество бахаев, включая центры, библиотеки, кладбища, было конфисковано правительством. Бахайской общине Египта, включающей в себя от 700 до 2000 последователей, было вменено фетвой Исламского Исследовательского Центра Аль-Азхар обвинение в вероотступничестве.
В 1990-х годах правительство Египта объявило о замене удостоверений личности компьютеризированными карточками с целью сделать их более защищёнными. По мнению правительства, это должно было способствовать борьбе с исламистским терроризмом. Правительство дало понять, что переход к новой системе будет постепенным, но установило срок — январь 2005 года, когда у всех уже будут новые удостоверения.